# Piper auritum
Piper auritum är en pepparväxtart som beskrevs av Carl Sigismund Kunth. Piper auritum ingår i släktet Piper och familjen pepparväxter. Inga underarter finns listade i Catalogue of Life.